# زاویه بروستر

نور در زاویۀ بروستر به سطح واسط دو محیط برخورده است. دایره‌های کوچک توپر، قطبش موازی با سطح را نشان می‌دهند (P)، و فلش‌های دوطرفه، قطبش عمود بر P را نشان می‌دهند (S).

زاویه بروستر (Brewster angle)، یا زاویهٔ قطبش، زاویۀ تابش پرتو نور با قطبشی خاص است که بدون هیچ بازتابی به‌طور کامل از سطح یک دی الکتریک شفاف عبور می‌کند.
وقتی نور ناقطبیده در این زاویه تابیده می‌شود، نور بازتابیده از سطح به‌طور کامل قطبیده می‌شود. 
این زاویه، به افتخار فیزیکدان اسکاتلندی، دیوید بروستر، نام‌گذاری شده‌است.

## تعریف
وقتی نور به مرز دو محیط با ضریب شکست متفاوت می‌رسد، همان‌طور که در شکل نشان داده شده‌است، قسمتی از آن اغلب بازتاب می‌شود. بخش بازتابیده، توسط معادلات فِرِنل توصیف می‌شود و به قطبش نور تابیده و زاویه تابش بستگی دارد.
معادلات فرنل بیان می‌کند که نور با قطبش P (قطبش موازی با سطح، که در شکل با دایره‌های کوچک توپر نشان داده‌شده‌اند) بازتابیده نخواهد شد اگر زاویهٔ تابش برابر باشد با:
{\displaystyle \theta _{\mathrm {B} }=\arctan \left({\frac {n_{2}}{n_{1}}}\right)}
که n1 ضریب شکست محیط اول و n2 ضریب شکست محیط دوم است. این معادله، قانون بروستر و این زاویه، زاویه بروستر است.
مکانیسم این پدیده چنین است که دوقطبی‌های الکتریکی در محیط دوم با نور قطبیدۀ P واکنش می‌دهند (به نوسان در می‌آیند). می‌توان تصور کرد که نور تابیده، جذب شده و سپس با نوسان دوقطبی‌های الکتریکی محیط دوم، دوباره تولید و تابیده می‌شود، اگرچه بخشی از نور با قطبش P نیز وارد محیط دوم می‌شود. 
ازآنجاکه دوقطبی‌ها هیچ موجی در جهت گشتاور دوقطبی تابش نمی‌کنند، آن‌ها با قطبش S نور (عمود بر P، که در شکل با فلش‌های دوطرفه نشان داده‌شده‌اند) واکنشی نمی‌دهند. 
با تحلیل هندسی، این شرط را می‌توان چنین بیان کرد:
{\displaystyle \theta _{1}+\theta _{2}=90^{\circ }}
که θ1 زاویه تابش و θ2 زاویه شکست است. با استفاده از قانون اسنل داریم:
{\displaystyle n_{1}\sin \left(\theta _{1}\right)=n_{2}\sin \left(\theta _{2}\right)}
زاویه تابش θ1 = θB در حالت عدم بازتاب عبارت‌ست از:
{\displaystyle n_{1}\sin \left(\theta _{\mathrm {B} }\right)=n_{2}\sin \left(90^{\circ }-\theta _{\mathrm {B} }\right)=n_{2}\cos \left(\theta _{\mathrm {B} }\right)}
که با حل آن برای θB:
{\displaystyle \theta _{\mathrm {B} }=\arctan \left({\frac {n_{2}}{n_{1}}}\right)}
برای یک ماده شیشه‌ای (n2 ≈ ۱٫۵)که در هوا قرار دارد (n1 ≈ ۱)، زاویه بروستر در نور مرئی تقریباً ۵۶ درجه، و برای سطح میان آب-هوا (n2 ≈ ۱٫۳۳)، تقریباً برابر با ۵۳ درجه است.
چون ضریب شکست برای یک مادهٔ معین به طول موج نور بستگی دارد، زاویهٔ بروستر با طول موج تغییر خواهد کرد.
پدیده قطبش نور با بازتاب از سطح در یک زاویهٔ خاص برای اولین بار توسط اِتیِن-لویی مالوس (Etienne-Lious Malus) در سال ۱۸۰۸ مشاهده شد. او تلاش کرد که زاویه قطبش را با ضریب شکست ماده مرتبط کند، اما به دلیل کیفیت بد شیشه‌های آن زمان ناامید شد. در سال ۱۸۱۵ بروستر به صورت تجربی با مواد باکیفیت نشان داد که این زاویه تابعی از ضریب شکست است که به قانون بروستر معروف شد.
زاویهٔ بروستر اغلب به زاویهٔ قطبش نسبت داده می‌شود، چون راستای انتشار نوری که در این زاویه از سطح بازتاب می‌شود، به‌طور کامل عمود بر راستای انتشار موج در محیط دوم قرار دارد (شکل را ببینید).
یک سطح شیشه‌ای یا تعداد زیادی از سطوحی که در زاویهٔ بروستر قرار داده شده‌اند، می‌توانند به عنوان قطبش‌گر مورد استفاده قرار گیرند. مفهوم زاویهٔ قطبش می‌تواند به عنوان مفهوم عدد موج بروستر برای پوشش دادن سطح تخت بین دو مادهٔ ناهمسان‌گرد دوگانه (bianisotropic) عمومیت پیدا کند.

## کاربردها
عینک‌های آفتابی با شیشۀ قطبیده، معروف به «پُلاروید» (Polaroid)، از قانون بروستر برای کاهش نور بازتاببدۀ خورشید از سطح آب یا جاده استفاده می‌کنند. در یک محدودهٔ بزرگ از زاویه‌های اطراف زاویهٔ بروستر بازتاب قطبش P نور کمتر از قطبش S است؛ بنابراین اگر خورشید در پایین آسمان باشد، نور بازتابی اکثراً دارای قطبش s است. عینک‌های قطبیده از مواد قطبیده مانند ورقه‌های پلاروید برای مسدود کردن قطبش افقی نور استفاده می‌کنند که ترجیحاً بازتاب‌های سطوح افقی را مسدود می‌کند. این اثر برای سطوح صاف مثل آب بسیار قوی است، اما برای جاده‌ها و سطح زمین کاهش می‌یابد.

عکاسان از این اصول از بین بردن بازتاب‌ها از آب استفاده می‌کنند تا بتوانند از اجسام زیر سطح آب عکس بگیرند.

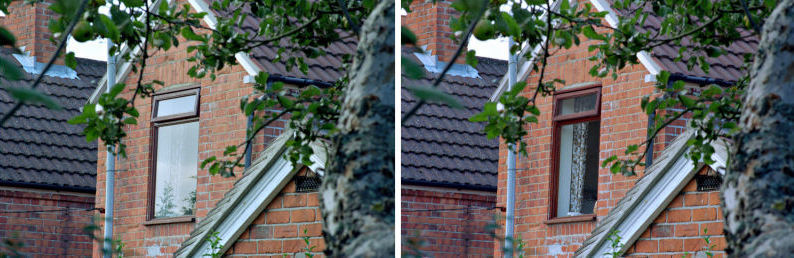
اثر به‌کاربردن فیلتر قطبی‌کننده در عکاسی؛ عکس سمت راست با فیلتر گرفته شده‌است. به حذف بازتاب نور از روی شیشۀ پنجره توجه کنید.

## پنجره بروستر

پنجرۀ بروستر

لیزرهای گازی معمولاً از یک پنجره شیب‌دار در زاویه بروستر استفاده می‌کنند که اجازه می‌دهد پرتو، لوله لیزر را ترک کند. چون پنچره تنها مقداری از نور با قطبش S را بازمی‌تاباند (نور با قطبش P را بازنمی‌تاباند)، تضعیف رفت و برگشت قطبش S از قطبش P بیشتر است. به این دلیل خروجی لیزر دارای قطبش P است و اجازه می‌دهد
لیزر بدون هیچ اتلافی تولید شود.